# Je suis ta mémoire
Je suis ta mémoire est une pièce de théâtre écrite par dix auteurs contemporains : Jean-Paul Alègre, Sophie Balazard, Éric Durnez, François Fontaine, Yves Garric, Anne Goscinny, Élisabeth Gentet-Ravasco, Murielle Magellan, Philippe Touzet et Larry Tremblay. Elle est parue aux éditions L'Agapante & Cie et a été créée au Festival d'Avignon 2005.
L’originalité du recueil est de présenter en première partie le texte de la pièce qui a été créée au festival d’Avignon 2005 et, en deuxième partie, les dix textes originaux.

## Liens Externes
- Je suis ta mémoire sur Les Archives du spectacle